# Sim (Santander)
A Sim é uma empresa de tecnologia financeira (fintech) do Grupo Santander fundada em 2019. Liderada por um conselho administrativo composto por membros do Grupo Santander e executivos, a Sim tem uma equipe com mais de 160 funcionários. A sede da empresa é localizada no centro de São Paulo, no edifício Farol Santander.
Por meio de uma plataforma de autosserviço, a empresa oferece soluções de crédito de forma  digital para pessoas físicas e jurídicas, por meio do site ou aplicativo (Google Play e App Store). Segundo dados da empresa de 2024, são mais de 14 milhões de pessoas cadastradas no aplicativo em todo Brasil, e uma carteira de crédito que supera os 4 bilhões de reais.
Em 2020, após a fusão com a Mais Vezes, outra empresa do Grupo Santander, a Sim aumentou seu portifólio de produtos financeiros. Atualmente, também oferece o Financiamento de Compras ou Boleto Parcelado, por meio de uma rede com mais de 20 mil lojas em todo o país, nos segmentos de turismo, móveis, energia solar, equipamentos, entre outros. 

## Serviços
A Sim oferece Empréstimo Pessoal, Empréstimo com Garantia de Veículos, Antecipação do Saque Aniversário do FGTS, Seguro Prestamista e Boleto Parcelado - que é o financiamento compras – para segmentos como turismo, energia solar, tecnologia, móveis, saúde e serviços. 

### Empréstimo Pessoal
O empréstimo pessoal é uma modalidade de crédito amplamente difundida em todo o mundo, caracterizada pela flexibilidade, uma vez que os clientes podem usar o crédito para diversas finalidades, como quitação de dívidas, despesas médicas, reformas em casa, entre outras.
É conhecido por não exigir garantias, como veículos ou imóveis, tornando-o mais acessível. A Sim oferece empréstimos pessoais para pessoas físicas, com valores de até R$30.000 e taxas de juros a partir de 2,83% ao mês.

### Empréstimo Com Garantia de Veículo
Com o  empréstimo com garantia de veículo, também conhecido como refinanciamento de veículo, o cliente utiliza seu veículo como garantia para obter dinheiro extra, proporcionando maior segurança ao credor e, assim, taxas de juros mais baixas para o cliente.
A Sim oferece empréstimos com garantia de veículo para pessoas físicas, com limite de até R$200.000 e taxas de juros a partir de 1,39% ao mês.

### Empréstimo com Garantia de Imóvel
O Empréstimo com Garantia de Imóvel oferece valores mais altos e taxas de juros mais baixas, proporcionando uma solução financeira mais vantajosa para quem busca por crédito.
A Sim e o Santander oferecem empréstimos para pessoas físicas de até 60% do valor do imóvel, taxas a partir de 1,05% ao mês e parcelamento de até 240x.

### Antecipação do Saque Aniversário FGTS
A Antecipação do Saque Aniversário permite que os trabalhadores possam adiantar parte dos valores que teriam direito a sacar anualmente no mês de seu aniversário, de acordo com as regras estabelecidas pela Caixa Econômica Federal. 
Na Sim, é possível resgatar até 3 parcelas do Saque Aniversário e o cliente fica livre de parcelas mensais, pois o pagamento é descontado anualmente direto da conta FGTS do cliente. Com taxas de juros a partir de 1,69% a.m.

### Boleto Parcelado
O Boleto Parcelado, também conhecido como crediário, é uma modalidade de crédito que envolve a compra de produtos ou serviços a prazo, com pagamentos parcelados ao longo do tempo. O crediário é utilizado em diversas áreas do comércio, desde móveis até placas solares.
A Sim oferece Boleto Parcelado em mais de 20 mil lojas parceiras para pessoas físicas e jurídicas, com parcelamento em até 96x, com aprovação online da compra.

### Seguro prestamista
O seguro prestamista é uma modalidade de seguro que oferece proteção financeira a tomadores de empréstimos e seus familiares em situações de inadimplência devido a eventos como morte, invalidez ou desemprego involuntário
Na Sim, o Seguro Prestamista cobre até 3 parcelas de empréstimo em caso de desemprego involuntário, com contratação 100% online e crédito quitado em caso de morte ou invalidez.

## Reconhecimento e Prêmios
Reconhecida pelo excelente atendimento, a Sim já foi indicada por 3 anos consecutivos ao Prêmio Reclame Aqui. A empresa tem como uma de suas missões melhorar constantemente  seu atendimento para entregar ao cliente uma experiência excelente do começo ao fim. Além disso, por ser uma empresa Santander, é reconhecida com o prêmio Great Place To Work (GPTW), dado às 150 melhores empresas para trabalhar no Brasil.